# Venera 13

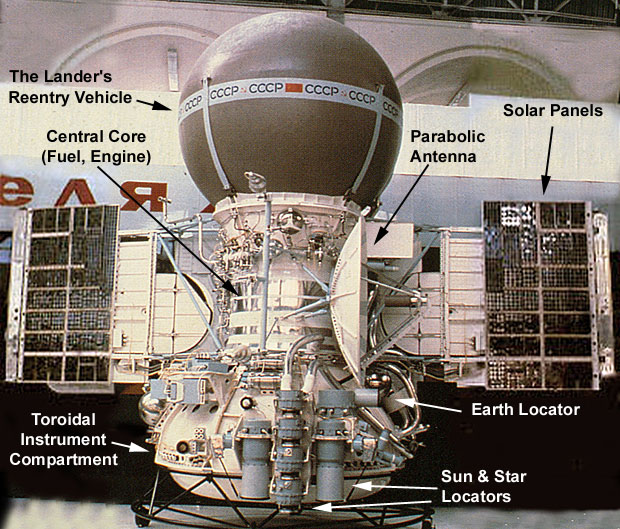
Ilustração da Venera 13.

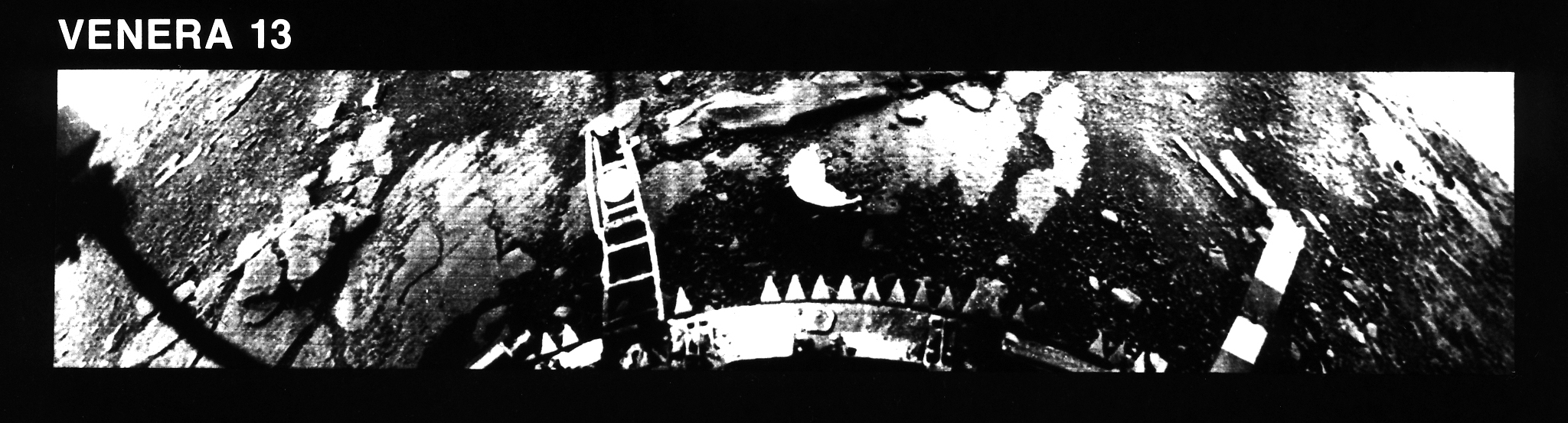
Foto da superfície de Vênus tirada pela Venera 13.

Venera 13 foi uma sonda enviada a Vénus que foi do Programa Venera. Lançada no dia 30 de Outubro de 1981, a sonda pesava 5,033 kg. A sonda chegou a Vénus no dia 1 de Março de 1982, a sonda fez várias medições da atmosfera do planeta e de Raios X.
A Venera 13 transmitiu a primeira gravação de sons reais de outro planeta, incluindo sons do vento venusiano, do módulo de pouso atingindo o solo, da remoção da tampa da lente pirotécnica e seu impacto no regolito e da ação do aparelho de perfuração do regolito.